# Sory Kaba
Sory Kaba (ur. 10 kwietnia 1995 w Konakry) – gwinejski piłkarz, występujący na pozycji napastnika w UD Las Palmas.